# 長坂京平
長坂 京平（ながさか きょうへい、1990年5月11日 - ）は、東京都大田区出身のフットサル選手。Fリーグ・ヴィンセドール白山所属。ポジションはアラ 。

## 来歴
2021-22シーズンにCelsusFutsalより加入。

## 所属チーム
- N.U.fantars/SALL-TRAP
- ミリオネア横浜
- HONU
- SFC
- CelsusFutsal